# Asesinato de Olof Palme

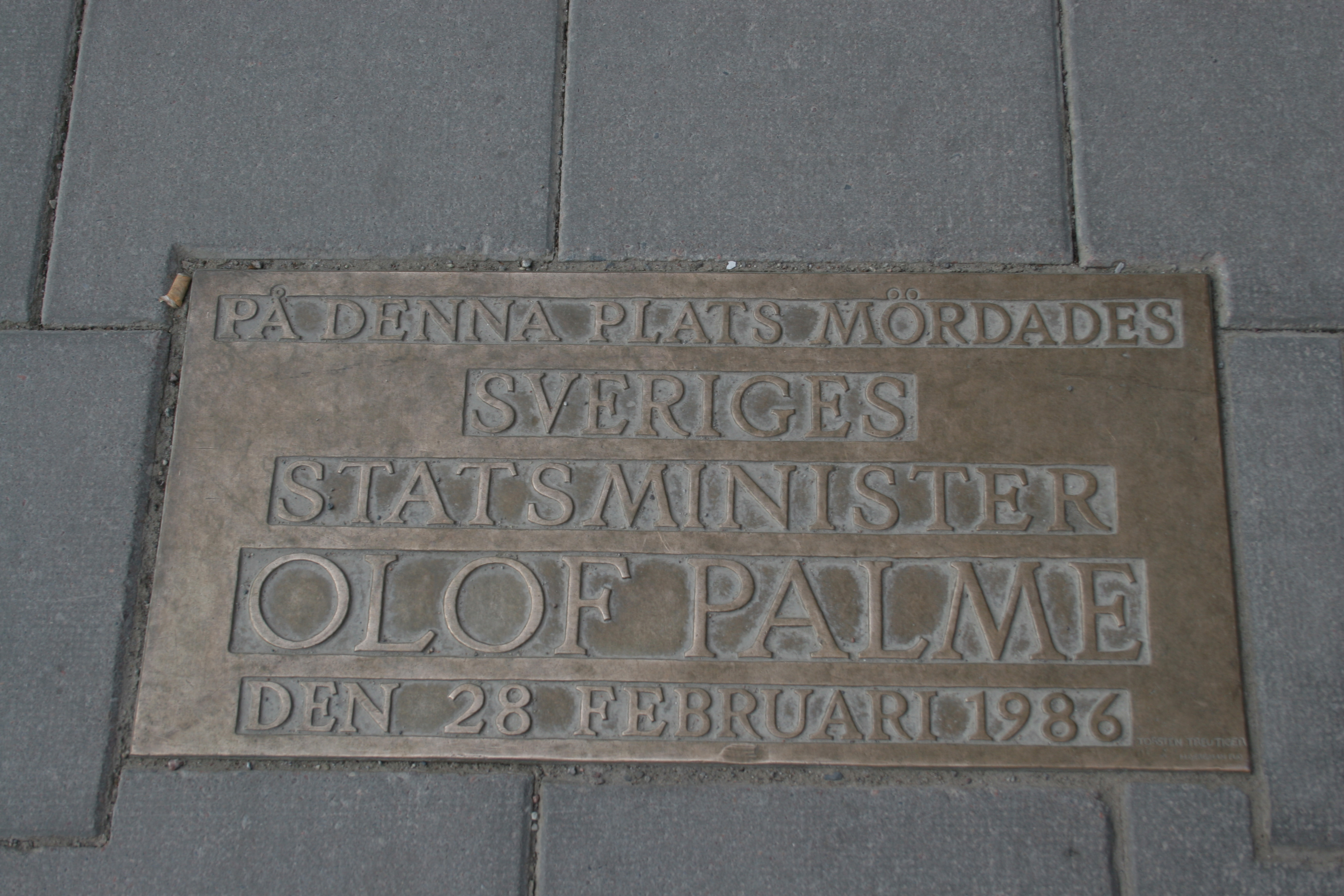
Placa conmemorativa: En este lugar fue asesinado el primer ministro sueco Olof Palme el 28 de febrero de 1986.

El asesinato de Olof Palme, primer ministro de Suecia, tuvo lugar el viernes 28 de febrero de 1986 en Estocolmo, Suecia a las 23:21 CET (22:21 UTC). Palme fue asesinado mientras volvía caminando del cine a su casa con su esposa Lisbet Beck Friis, por una de las calles principales del centro de Estocolmo, Sveavägen. En ese momento la pareja no llevaba guardaespaldas. Un hombre se acercó a ellos y disparó a quemarropa sobre la espalda del primer ministro, que murió a los pocos minutos.
Desde aquel momento y hasta la actualidad y debido a que el crimen nunca ha sido resuelto, se han apuntado múltiples teorías, que con mayor o menor apoyo probatorio han rastreado un móvil político tras el magnicidio. Si la primera detención apuntaba a grupos ultraderechistas suecos, posteriormente se han barajado entre otras, la autoría de una rama del PKK kurdo, o la de los servicios secretos sudafricanos del apartheid. Otras teorías, menos contrastadas, implicaban en el crimen a extremistas chilenos de ultraderecha o al grupo alemán Baader-Meinhof.
Sin embargo, una única persona ha sido condenada por el asesinato de Palme. Dos años después del acontecimiento, Christer Pettersson, un drogadicto y delincuente de poca monta fue detenido, juzgado y condenado por el asesinato, principalmente gracias al testimonio de Lisbet Palme, que lo reconoció como el autor de los disparos. Sin embargo, la condena fue anulada posteriormente por el Tribunal Supremo sueco por falta de pruebas.
El asesinato habría prescrito el 28 de febrero de 2011, al pasar 25 años desde su comisión. Sin embargo, en 2010 el Parlamento sueco decidió suprimir la prescripción de los delitos muy graves, entre ellos el asesinato, evitándolo.

## Tiroteo

### La decisión de ir al cine

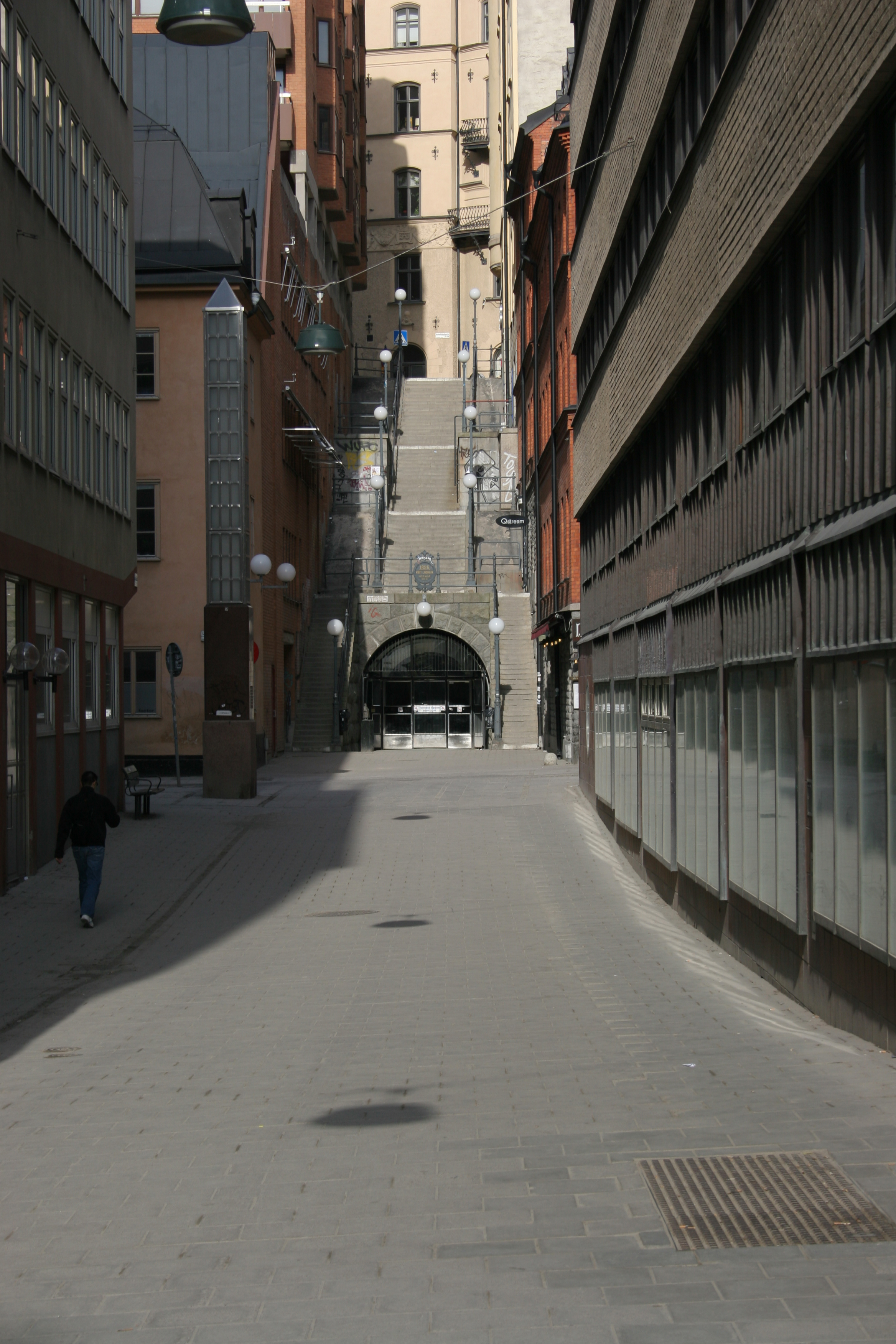
Porción oeste de Tunnelgatan, ruta por donde escapó el asesino (tras el asesinato, toda la porción de Tunnelgatan situada al este de Sveavägen fue rebautizada como Olof Palmes Gata, "calle Olof Palme").

Palme y su esposa decidieron ir aquella noche al "Grand Cinema" con muy poca antelación. Lisbet Palme había comentado que podría ir al cine con su marido durante la tarde, cuando estaba trabajando, y llamó a su hijo Mårten a las cinco para hablar de la película que se proyectaba en el "Grand Cinema", Bröderna Mozart (Los hermanos Mozart, dirigida por Suzanne Osten). Olof Palme no conoció esos planes hasta que llegó a casa a las seis y media, cuando habló con su hijo por teléfono. Para ese momento, Palme ya había rechazado la protección del servicio de seguridad. Finalmente Olof y Lisbet decidieron reunirse con Mårten y su esposa, que ya habían comprado entradas. Tomaron la decisión aproximadamente a las ocho de la noche. Después del asesinato, la policía registró el piso de Palme, además de los lugares de trabajo de Lisbet y Mårten en busca de dispositivos de vigilancia ocultos, pero no encontraron ninguno.

### Grand Cinema

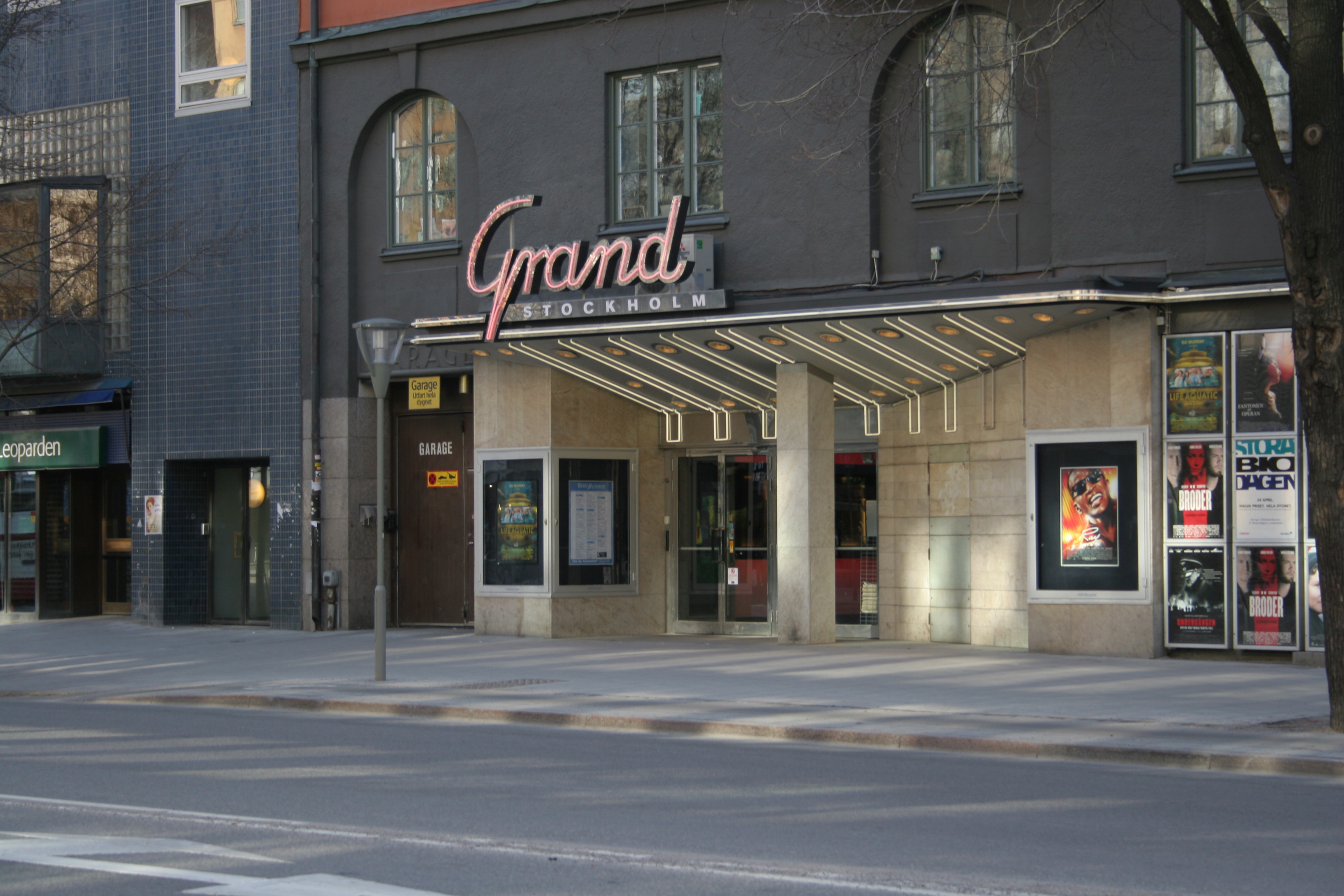
El "Grand Cinema", situado en la avenida Sveavägen en Estocolmo, desde donde iniciaron su paseo los Palme. El asesinato se produjo tras caminar unos 400 metros hasta el cruce con Tunnelgatan.

A las ocho y media los esposos salieron de su apartamento sin protección, de camino a la estación de metro de Gamla Stan. Varias personas presenciaron ese breve paseo a la estación y, según la investigación de la policía, se fijaron en la ausencia de guardaespaldas. Era una costumbre relativamente frecuente en Palme, el cual, a pesar del puesto que ocupaba, intentaba hacer una vida normal. La pareja tomó el metro hasta la estación Rådmansgatan, un trayecto de tres estaciones desde Gamla Stan. Desde ahí caminaron al cine. Se encontraron con su hijo y su mujer fuera de éste a las nueve. Olof Palme aún no había comprado las entradas y casi no quedaban. Sin embargo, al reconocer al primer ministro, el taquillero quiso que la familia Palme se sentara en las mejores sillas, y les vendió las butacas reservadas al director del cine.

### El asesinato
Después de ver la película, la familia Palme se quedó fuera del cine durante unos momentos, separándose a las once y cuarto. Aunque la temperatura era fría y su hijo les dijo que tomaran un taxi, prefirieron pasear. El matrimonio se dirigió en dirección sur por la acera oeste de Sveavägen, hacia la estación de metro de Hötorget. Cuando llegaron a Adolf Fredriks kyrka ("La iglesia de Adolfo Federico"), cruzaron la calle Sveavägen y continuaron caminando por la acera opuesta. Pararon durante un momento para mirar algo en el escaparate de una tienda antes de enfilar hacia la entrada de la estación de metro.
A las 23:21 CET, a muy poca distancia de la entrada de la estación, un hombre descrito por la policía como de 35 a 40 años, de cabellera tupida y vestido con un abrigo oscuro (posteriormente se identificaría como una chaqueta de esquí azul) apareció y disparó a Palme a quemarropa. El primer ministro fue alcanzado por dos tiros, uno en la espalda que le atravesó el pecho, y otro en el abdomen. Uno de ellos hirió levemente a su esposa en la espalda. Después, el agresor salió corriendo hacia el este por la calle Tunnelgatan, subió las escaleras a la calle Malmskillnadsgatan y cruzó hacia la calle David Bagares gata, donde fue visto por última vez.
Anders Delborn, un taxista testigo de la escena, usó su radio para dar la voz de la alarma. Dos jóvenes que se encontraban cerca del escenario del tiroteo auxiliaron al herido: uno intentó realizarle el boca a boca, y la otra intentó un masaje cardíaco que llegó a reanimarle unos segundos. Aunque tanto la policía como una ambulancia llegaron en pocos minutos y Palme fue llevado de inmediato al hospital Sabbatsberg, ingresó ya cadáver (a las 00:06 del 1 de marzo de 1986). Los disparos recibidos habían rasgado la aorta y afectado a la columna vertebral.

## La investigación

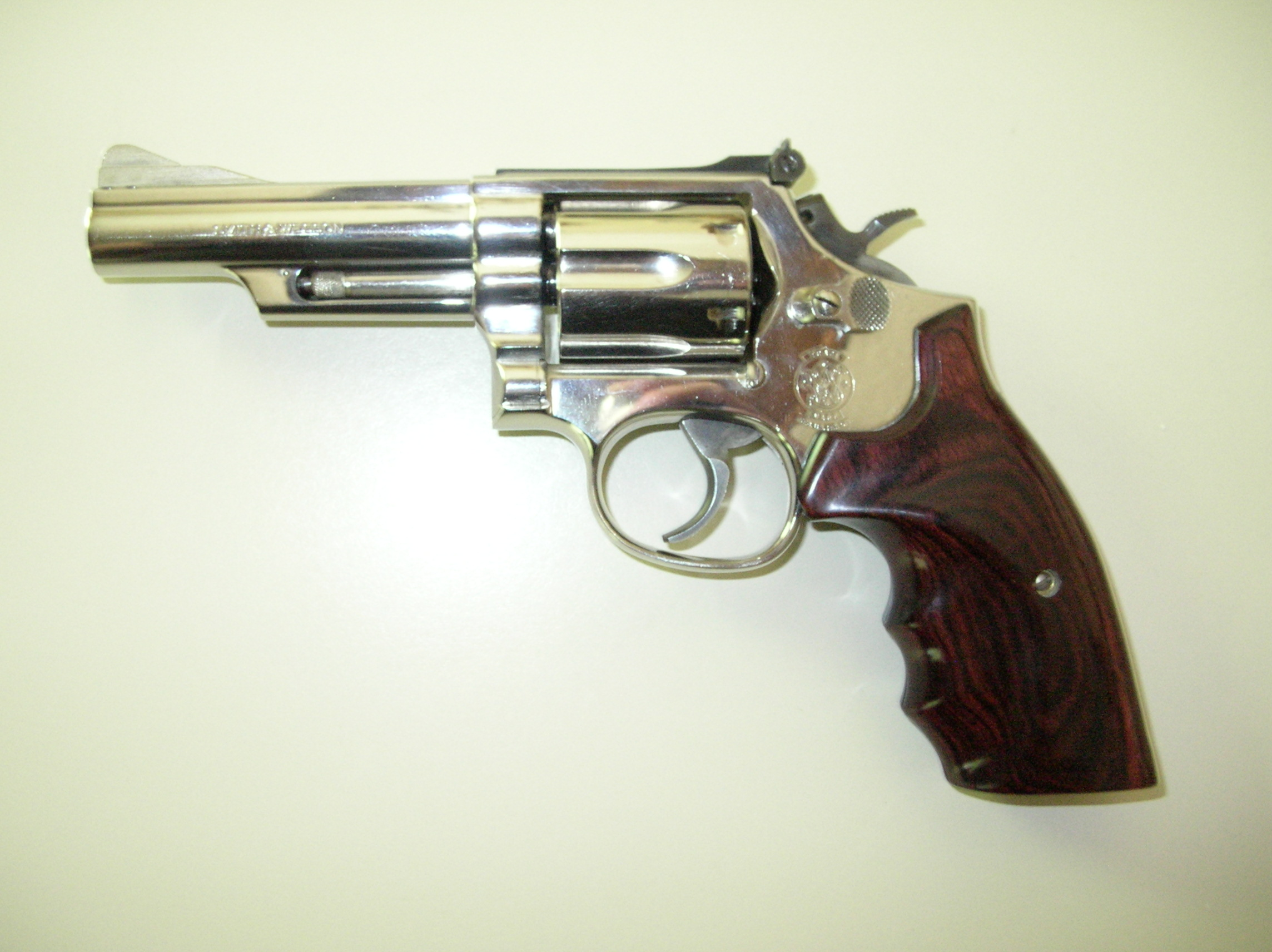
Un Smith & Wesson Modelo 19-5 calibre .357 Magnum, muy similar al utilizado en el crimen. El modelo de la foto tiene un cañón de 4", mientras que el utilizado en el asesinato era de 9".

El asesinato de Palme no se ha resuelto, lo que ha dado lugar a numerosas teorías alternativas en torno a los hechos, con mayor o menor apoyo probatorio. Muchas de ellas se basan en las firmes posturas defendidas por Palme en política internacional, que le habrían creado numerosos enemigos.
En todo caso, la investigación avanzó dando tumbos desde el inicio (en la que se sucedieron errores como el no acordonar la zona adecuadamente, lo que pudo eliminar pistas; de hecho una de las dos balas fue encontrada, por esa razón, por un turista indio). Algún autor ha apuntado «la investigación fue una auténtica chapuza desde el primer momento. No acordonaron la zona, dejaron escapar a los culpables, las filtraciones eran constantes, el sumario se traspapelaba…». La alarma nacional tardó una hora y media en decretarse, lo que pudo asimismo facilitar la huida del autor en un país pequeño como Suecia.
La primera detención apuntaba a la ultraderecha sueca (el hombre de 33 años), pero pronto fue descartada. Posteriormente el empeño del comisionado de policía de Estocolmo Hans Holmér en la pista kurda acabó en fiasco. La detención y juicio de Petterson también concluyeron en fracaso. Tras esas tres líneas de investigación, se han sucedido declaraciones inculpatorias, rumores y teorías más o menos cercanas a la conspiración.
Un elemento a favor de las teorías que implicasen un complot a gran escala fueron las declaraciones de los policías a cargo de la investigación de que las balas disparadas con el arma homicida (un Smith & Wesson .357 Magnum) pertenecían al tipo rompedor, poco habitual en la época y susceptibles de atravesar un chaleco antibalas. Posteriormente esta afirmación acerca de su rareza sería desmentida por otras fuentes.
Otro de los elementos que no han permitido cerrar el caso es precisamente la falta del arma homicida. Durante años, la policía ha investigado cientos de revólveres Smith & Wesson calibre .357 Magnum en su busca. En 2006, siguiendo una pista enviada al periódico Expressen, se recuperó un revólver de ese tipo de un lago en Dalecarlia, en el centro de Suecia. El número de serie confirmó que había sido empleado en 1983 en un atraco a una oficina de correos en Mockfjärd. La llamada pistola Mockjärd ya se buscaba desde hacía años en relación con ambos delitos, debido a que la composición química de las balas utilizadas tanto en el magnicidio como en el atraco coincidían. El arma se envió al Laboratorio Nacional de Ciencia Forense en Linköping; sin embargo, éste concluyó que las pruebas realizadas no podían confirmar su utilización en el asesinato de Palme, dado el avanzado estado de corrosión en que se encontraba.
A continuación se encuentran, por orden cronológico, las líneas de investigación principales que siguieron las autoridades suecas.

### Elhombre de 33 años

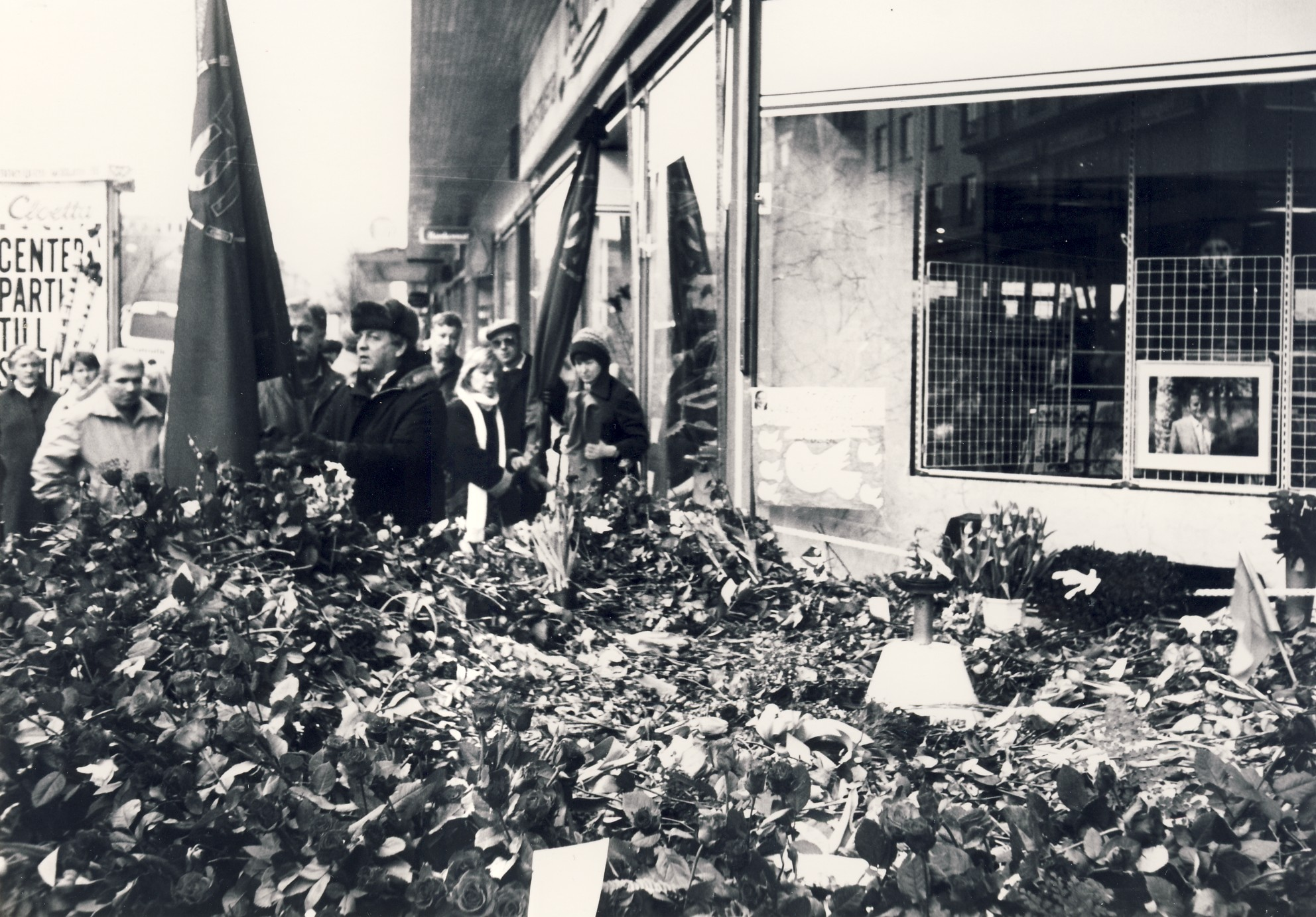
Los lugareños depositan flores en el lugar del asesinato.

Un extremista de derechas sueco, Victor Gunnarsson (los medios de comunicación lo denominaron 33-åringen, "el hombre de 33 años", dado que estaba prohibido publicar el nombre hasta que fuese demostrada la culpabilidad) fue detenido en relación con el asesinato por primera vez el 8 de marzo, aunque fue liberado esa misma tarde. De nuevo fue detenido el 12 de marzo y puesto bajo custodia el día 17. Gunnarsson se encontraba cerca de la escena del crimen en el momento de su comisión, se afirmaba que disponía de un revólver parecido al utilizado y había expresado en varias ocasiones su odio a Palme.
Sin embargo, Gunnarson fue liberado el 11 de abril, tras una disputa entre la policía y los abogados del detenido. Se acusó a la policía de haber forzado los testimonios e incluso de amañar pruebas para encontrar un culpable ante la presión de la sociedad sueca. Aunque continuó siendo objeto de escuchas telefónicas durante un tiempo, sólo unos meses más tarde del asesinato, el 16 de mayo de 1986, el fiscal decidió cerrar la investigación sobre el que fue el primer detenido con relación al crimen.
Gunnarsson tenía vínculos con varios grupos extremistas, entre ellos el Partido Europeo del Trabajo (Europeiska arbetarpartiet), la rama sueca del Movimiento LaRouche. Se encontraron folletos hostiles a Palme en su casa, ubicada en las afueras de Estocolmo.
Posteriormente, Gunnarsson se trasladaría a los Estados Unidos, donde murió asesinado ocho años después, aparentemente en un crimen pasional sin relación alguna con el caso. Sus conocidos afirmaron que había confesado el asesinato de Palme.

### Lapista kurda

Bandera del Partido de los Trabajadores de Kurdistán. La pista kurda monopolizó los esfuerzos de la policía sueca durante algún tiempo.

Hans Holmér era el comisionado de la policía de Estocolmo en el momento del asesinato de Palme. En las semanas posteriores al asesinato obtuvo mucha notoriedad por su poco usual forma de llevar la investigación. Fue el promotor de la llamada pista kurda, proporcionada de la inteligencia sueca (supuestamente de su agente Bertil Wedin), y según la cual el Partido de los Trabajadores de Kurdistán (PKK) habría sido responsable del asesinato. Según unas cintas grabadas a militantes de Estocolmo y Hamburgo, en las que se hablaba de una "boda" cuyos preparativos deberían culminarse, supuesto lenguaje en clave para referirse a la operación que acabaría con la vida de Palme. Esta hipótesis causó la detención de varios kurdos residentes en Suecia relacionados con el PKK. No obstante, la línea de investigación basada en esta pista no llevó a la resolución del caso y finalmente acabó con Holmér siendo apartado de la investigación.
La pista kurda acabó incluso provocando la caída de la ministra de Justicia, Anna-Greta Leijon, por haber autorizado una investigación al margen de la oficial cuando la línea de investigación se abandonó (el denominado escándalo Ebbe Carlsson, por el nombre del editor y periodista que financiaba dicha investigación paralela).
La pista kurda se reavivó en 1998, gracias a la confesión de un antiguo comandante desertor del PKK, Semdin Sakik, que aseguró que el PKK había asesinado a Palme, confirmando la teoría de la "Operación Boda". Posteriormente, en abril de 2001, un equipo de agentes de la policía sueca entrevistó en una prisión turca al líder del PKK Abdullah Öcalan acerca de unas afirmaciones que éste realizó en 1999 durante el juicio celebrado en Turquía contra él. Preguntado acerca de la implicación en el asesinato de Palme del PKK, dirigido por Öcalan en aquellas fechas, afirmó que él únicamente había sido informado de que una escisión de dicho partido, el PKK Rejin encabezado por su exmujer Kesire Yildirim, habría cometido el asesinato. "Han intentado cargarme con esa conspiración", afirmó. En el curso de ese juicio Öcalan realizó múltiples acusaciones de las que carecía de pruebas. La visita del equipo a Turquía fue en vano.
En 2007 surgieron nuevas afirmaciones sobre la complicidad del PKK en el asesinato de Palme durante la investigación Ergenekon, en curso desde octubre de 2008.

### Christer Pettersson, elloco suelto

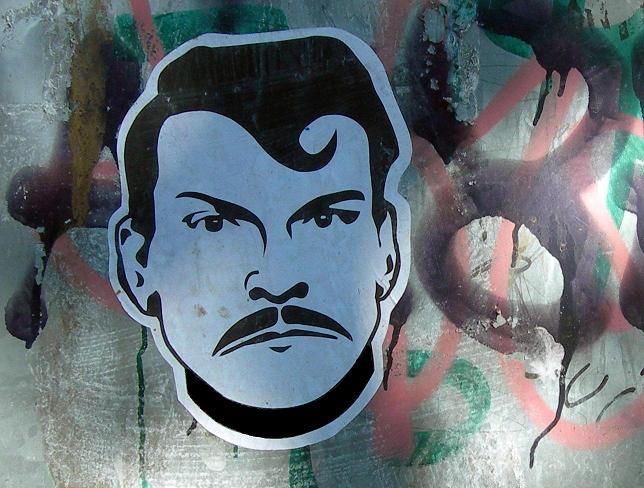
Pegatina con un dibujo del rostro de Christer Petterson, basado en la foto de su ficha policial distribuida a la prensa tras su detención.

En diciembre de 1988, casi tres años después de la muerte de Palme, Christer Pettersson, un delincuente de poca monta, drogadicto y alcohólico con una lesión cerebral, que previamente había sido detenido por homicidio sin premeditación, fue detenido por el asesinato de Palme. Fue reconocido por Lisbet Palme en una rueda de reconocimiento como el asesino. En el juicio, declararon numerosos testigos, la mayoría de ellos pertenecientes al bajo mundo de Estocolmo, que en alguna ocasión incluso se desdijeron de declaraciones inculpatorias. Pettersson fue juzgado y condenado en primera instancia por el asesinato (ocho miembros formaban el jurado, dos "técnicos" juristas y seis sin formación jurídica; los primeros votaron por la absolución y los segundos por la condena) pero posteriormente fue absuelto e indemnizado por el Tribunal Supremo sueco.
Su apelación tuvo éxito por tres razones principales: la falta del arma homicida, la inexistencia de un móvil claro y las dudas acerca de la fiabilidad del testimonio de la esposa de Palme. Sobre ese último punto, un comentario espontáneo de Lisbet durante la confrontación ocular con el acusado, sobre su condición de alcohólico, pudo haberle restado credibilidad.
A finales de la década de 1990 se dieron a conocer nuevas pruebas contra Pettersson, que dieron pie a que la fiscalía pidiera la reapertura del juicio contra Petterson. Una de ellas consistía en el testamento entregado a su abogado, Pelle Svensson, por un compañero de celda de Petterson fallecido en 1993, Lars Tingström. En él se contendría información suficiente para condenar a Petterson, incluyendo datos sobre el arma del crimen, que identificaba como un revólver Magnum y que estaría en manos del acusado la noche del crimen. Otro testimonio, procedente de un vendedor de armas que también había muerto, incluía la afirmación de que entregó un revólver de la misma marca y calibre que el utilizado a Pettersson. Finalmente, también se conoció una confesión hecha por carta por el propio Petterson. La fiscal principal, Agneta Blidberg, sopesó reabrir el caso. Sin embargo reconoció que únicamente con una confesión no sería suficiente:

[Petterson] debería decir algo sobre el arma homicida, porque el tribunal de apelaciones puso esa condición en su fallo. Esa sería la única prueba que se podría citar como una razón para reabrir el caso.

El caso legal contra Pettersson quedó por tanto cerrado.
En febrero de 2006 el canal de televisión de Suecia SVT emitió un documental en el que los socios de Pettersson afirmaban que éste había confesado su papel en el asesinato, explicándoles que había sido un caso de confusión de identidad. Pettersson habría querido matar a un traficante de drogas que caminaba, con una ropa parecida, por la misma calle que Palme aquella noche. El programa también sugería que había habido más vigilancia policial que la reconocida, debida precisamente a las actividades relacionadas con las drogas en la zona. La policía habría tenido varios agentes en pisos y coches en Sveavägen, pero cuarenta y cinco minutos antes del asesinato se habrían retirado.
A la luz de estas últimas revelaciones, la policía sueca emprendió la revisión del caso. No obstante, el periódico Dagens Nyheter del 28 de febrero de 2006 ridiculizó el documental, alegando que el director del mismo había fabricado afirmaciones, omitiendo otras pruebas contradictorias.
En 2007 se hizo público que Pettersson habría confesado en 1986 por carta el asesinato a su novia. Sin embargo, los expertos dudan que únicamente la "confesión" de Pettersson llevase al cierre definitivo del caso.
Christer Pettersson murió el 29 de septiembre de 2004, de una hemorragia cerebral. Lisbet Palme siempre ha sostenido que fue el responsable del magnicidio.

Yo sé que lo que yo digo ahora ya no tiene relevancia, pero yo sé quien es el asesino. Como no se condenó a nadie tal vez existe la idea de que el asesino de Olof Palme no existe, pero esa no es la verdad. La realidad es que existe un culpable.
Lisbet Palme, sobre Christer Petterson.

### La teoría sudafricana
Diez años después del asesinato, a finales de septiembre de 1996, el coronel Eugene de Kock, exjefe de los servicios de seguridad surafricanos, declaró ante la Comisión de la Verdad de Pretoria que Palme había sido asesinado porque "se había opuesto firmemente al régimen del apartheid, y Suecia había ayudado económicamente de forma sustancial al Congreso Nacional Africano". De Kock llegó a afirmar que conocía al responsable del asesinato de Palme, al que identificó como Craig Williamson, un excolega y superespía sudafricano. Williamson sería el responsable de la llamada Operación Long Reach, nombre del plan diseñado para asesinar a Palme.
Unos días después Dirk Coetzee, jefe de Williamson y predecesor de De Kock, identificó a Anthony White como el asesino de Palme. White era un antiguo miembro de las fuerzas especiales de la Rodesia de la segregación racial, con vínculos con los servicios de seguridad de Sudáfrica, que residiría en el norte de Chipre desde 1985. En octubre de 1996, los investigadores policiales suecos fueron a Sudáfrica, pero no pudieron conseguir pruebas para corroborar lo que De Kock había afirmado.
Un libro publicado en 2007 sugirió que un agente del Departamento de Cooperación Civil de alto rango, Athol Visser (conocido como 'Iván el Terrible') fue el responsable del planeamiento y ejecución del plan para asesinar a Palme.

## Otras teorías

### La Fracción del Ejército Rojo

Logotipo de la Fracción del Ejército Rojo alemana.

La Fracción del Ejército Rojo (RAF) alemana, conocida también como la banda Baader-Meinhof, asumió la responsabilidad por el asesinato de Palme a través de llamadas telefónicas a una agencia de noticias de Londres y a cuatro diplomáticos suecos en Bonn. Supuestamente le habrían asesinado porque era el primer ministro sueco durante el asalto a la embajada alemana en Suecia en 1975, que resultó un fracaso para la RAF. Afirmaron que el asesinato fue realizado por el 'comando Holger Meins'. Los medios jurídicos de la RFA dieron cierta credibilidad a dichas llamadas en un primer momento. Sin embargo, no se ha encontrado ninguna prueba de dicha autoría, considerándose una maniobra propagandística de dicho grupo.

### La pista chilena
El periodista sueco Anders Leopold, en su libro de 2008 Det svenska trädet skall fällas ("El árbol sueco debe ser derribado"), afirmó que el nacionalista chileno Roberto Thieme, exyerno del dictador Augusto Pinochet, fue el asesino de Olof Palme. Thieme encabezaba el ala más "dura" de Patria y Libertad, una organización política de extrema derecha. Según Leopold, Palme fue asesinado porque había dado asilo político a numerosos chilenos de izquierdas después del golpe que derrocó a Salvador Allende en 1973. No hay ninguna evidencia de las conjeturas que apuntan a Chile, más allá de las declaraciones de otro agente de la DINA, Michael Townley, que afirmó haber recibido órdenes para asesinar a Palme durante una visita a Madrid, y que éste estaría incluido en una lista negra de personas a eliminar por sus críticas al régimen chileno.

### El tráfico internacional de armas. Bofors: la India y la guerra Irán-Irak
En alguna ocasión se ha relacionado el asesinato con un crimen de características mafiosas relacionado con un caso de soborno que implicaría a la empresa fabricante de armas sueca Bofors (el conocido como affair Bofors). El escándalo estaba relacionado con el pago de más de cuarenta millones de dólares en sobornos a funcionarios y políticos indios para obtener la concesión de un contrato de suministro de obuses por un valor de 1.400 millones de dólares. El escándalo acabaría por hacer caer al gobierno de Rajiv Gandhi.
En 1987 la televisión sueca emitió un documental (The Bofors Affairs) en el que se detallaban las exportaciones ilegales de Bofors, en particular la efectuada con la India en 1986, y especulaba con el conocimiento que Palme pudiera tener de dichas operaciones. En su libro de 2005 Blood on the snow: the killing of Olof Palme ("Sangre en la nieve: el asesinato de Olof Palme"), el novelista e historiador aficionado Jan Bondeson daba credibilidad a la relación con el tráfico de armas del asesinato.
Parte de la relevancia otorgada a esta teoría tiene que ver con la coincidencia de que, el día de su muerte, Palme se reunió con el embajador iraquí en Suecia, Mohammed Said Al Sahaf. Éste le habría informado de que Bofors había estado suministrando misiles tierra-aire a Irán en la guerra irano-iraquí, pese a estar prohibido para cualquier compañía sueca vender armas a países en guerra. Asimismo, le habría dado a conocer los datos de la venta de armas a la India, confirmando los sobornos a autoridades públicas.
En todo caso algunas personas relevantes han manifestado su convencimiento sobre la relación del crimen con la venta de armas. Entre ellas, la presidenta de la Fundación Internacional Olof Palme, Anna Balletbó («Suecia es un país neutral, pero exporta armamento. Cuando estaba en la oposición, Palme fue mediador de Naciones Unidas en la guerra Irak-Irán, y cuando regresó al poder en 1982 decidió que no se vendieran armas a ninguna de las partes»). El propio secretario general de la ONU en aquella época, Javier Pérez de Cuéllar, lamentaba haber permitido a Palme seguir mediando en temas de desarme cuando inició su segunda época como primer ministro.

### Otras

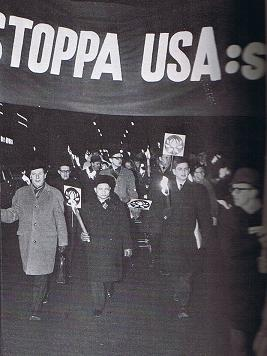
Palme en una manifestación contra la guerra de Vietnam, en 1968, cuando era Ministro de Educación. Junto a él, el embajador norvietnamita Nhuyen Tho Chyan. Sus posturas en política internacional se han sugerido insistentemente como móvil del eventual complot para asesinarle.

Las teorías sobre el asesinato de Palme han apuntado en múltiples direcciones, algunas de ellas mezclando varias líneas de investigación. En algún momento se ha apuntado a una posible responsabilidad de la CIA, los servicios secretos ingleses o el Mossad israelí, todas ellas en colaboración o no con la ultraderecha sueca.
Dichas sugerencias tendrían como móvil la decidida actitud crítica del primer ministro sueco ante algunas de las políticas del bloque occidental durante la Guerra Fría. Especialmente duro se mostró contra la política estadounidense en Vietnam, cuando en 1972 llegó a comparar los bombardeos sobre Hanói con los mayores horrores del siglo XX, como el bombardeo de Guernica, los campos de concentración nazis como Treblinka o la masacre de Katyn. Ello provocó la expulsión del embajador sueco en EE. UU. por el entonces presidente estadounidense Richard Nixon.

### Nuevas pistas: los servicios secretos yugoslavos
Durante la propia noche del asesinato uno de los rumores desatados implicaba a dos presuntos asesinos croatas, relacionados con la extremista Ustacha. De hecho, dos hombres de origen yugoslavo, uno de ellos al parecer con cierto parecido con el retrato-robot del asesino, fueron retenidos en el puerto danés de Helsingor cuando desembarcaban desde Suecia, aunque fueron puestos en libertad sólo unas horas después. La policía declaró tener la certeza de que no estaban implicados en el crimen, y la pista quedaría debilitada por la confirmación de que se había tratado de un único asesino.
En 2008, un reportaje de la revista alemana Focus desvelaba nuevas pistas. Según estas informaciones, un asesino a sueldo de la UDBA, los servicios secretos yugoslavos de la época, habría matado a Palme para cargar la culpa a organizaciones derechistas croatas, a fin de desacreditarlas. Así se desprendía de las declaraciones de Vinko Sindicic, condenado en 1988 en Escocia por el intento de asesinato de un líder nacionalista croata. Sindicic identificó al asesino como Ivo D.; en el momento de dicha declaración éste residía en Hamburgo. Asimismo, declaró que el arma homicida había sido transportada de contrabando a Estocolmo por vía marítima desde los Estados Unidos.
Según la información publicada por Focus, el servicio secreto alemán envió a la Comisión Palme, encargada de investigar el crimen, un detallado dossier con las declaraciones de Sindicic. Sin embargo, la policía sueca tardó ocho meses en solicitar información vía Interpol a la policía bávara sobre Ivo. En ese tiempo el sospechoso se trasladó a Zagreb, donde residía en 2011. Aunque la policía sueca informó en su momento de que conocía dicho testimonio y lo había descartado, el investigador al frente de la Comisión Palme, Stig Edqvist, confirmó que la pista sería de nuevo tenida en cuenta.

## Estado actual

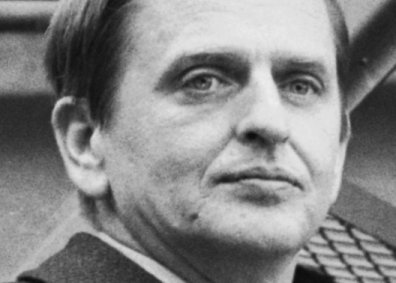
Olof Palme, a principios de los años 70.

El asesinato de Olof Palme ha dado lugar a la formación en Suecia de tres comisiones gubernamentales. La última publicó un extenso informe el 29 de junio de 1999 en el que criticaba duramente la investigación del crimen, que habría subestimado o incluso ignorado numerosos indicios (refiriéndose expresamente a una posible conexión entre policías suecos y sudafricanos con ideología de extrema derecha).
Desde la comisión del asesinato hasta la actualidad ha habido un grupo de la policía sueca (el "grupo Palme") dedicado a la investigación del magnicidio. El policía a su cargo desde 1997, Stig Edqvist, señaló en 2011 que el grupo no se disolvería hasta el día que no haya nada más que investigar, cuando hayamos agotado todas las alternativas. Pero no hemos llegado a ese punto todavía. No se han dejado de recibir informaciones o nuevas pistas y teorías sobre el crimen.

## Cifras
- Se llegaron a acumular 17 500 pistas acerca del asesinato.[34]
- Hasta 2011, 130 personas se habían autoinculpado del crimen.[14]
- En los veinte primeros años de investigación, ésta costó alrededor de 350 millones de coronas suecas.[70][71] Solo durante el primer año la investigación del asesinato costó más de 20 millones de coronas.[72]
- El número total de páginas acumuladas durante la investigación llegó a las 700 000.[70]
- El 4 de marzo de 1986 se ofreció una primera recompensa de 500 000 coronas suecas. Posteriormente, el 12 de noviembre de 1987 el gobierno incrementó esa cantidad hasta un máximo de 50 millones de coronas suecas para quien ofreciera pistas que condujesen a la resolución del caso.[73][74]

## Literatura
- Patrick Baab, Robert E. Harkavy: Im Spinnennetz der Geheimdienste. Warum wurden Uwe Barschel, Olof Palme und William Colby ermordet? Westend, Frankfurt 2019, ISBN 978-3-86489-250-9 (2017, ISBN 978-3-86489-176-2).
- Stieg Larsson. El legado. Las claves ocultas del asesinato de Olof Palme, Jan Stocklassa, Bokfabriken, 2018.
- Blood on the snow: The killing of Olof Palme, Jan Bondeson, Cornell University Press, 2005.
- Inuti labyrinten ("Dentro del laberinto"), Kari y Pertti Poutiainen, Grimur, 1994.
- Olof Palme är skjuten!" ("¡Han disparado a Olof Palme!"), Hans Holmér, Wahlström & Widstrand, 1988.